# Pristimantis roseus
Espèce
Synonymes
- Hylodes roseus Boulenger, 1918
- Eleutherodactylus roseus (Boulenger, 1918)

Statut de conservation UICN

 LC  : Préoccupation mineure
Pristimantis roseus est une espèce d'amphibiens de la famille des Craugastoridae.

## Répartition
Cette espèce est endémique de Colombie. Elle se rencontre dans les départements d'Antioquia, de Chocó, de Risaralda et de Valle del Cauca du niveau de la mer à 900 m d'altitude.

## Taxinomie
Pour Pristimantis roseus Melin, 1941 nec Boulenger, 1918 voir Pristimantis vilarsi Melin, 1941.

## Publication originale
- Boulenger, 1918 : Descriptions of new South-American Batrachians. Annals and Magazine of Natural History, sér. 9, vol. 2, p. 427-433 (texte intégral).